# Saint-Eugène-d'Argentenay
Pour les articles homonymes, voir Saint-Eugène et Saint Eugène.
Saint-Eugène-d'Argentenay est une municipalité du Québec, (Canada), faisant partie de la municipalité régionale de comté de Maria-Chapdelaine, située dans la région administrative de Saguenay–Lac-Saint-Jean.

## Toponymie
Elle est nommée en l'honneur de l'abbé Joseph-Eugène Bédard.

## Histoire

### Chronologie municipale
- 14 novembre 1923 : Érection de la municipalité de Saint-Eugène.
- 27 septembre 1997 : La municipalité de Saint-Eugène devient la municipalité de Saint-Eugène-d'Argentenay.

## Géographie
La rivière Mistassini délimite l'ouest de la municipalité en coulant vers le sud-est.
La rivière aux Rats en délimite le nord-est puis en traverse le centre vers le sud où elle en délimite le sud-est.
La rivière à la Carpe traverse la pointe sud-est de la municipalité jusqu'à sa confluence avec la rivière aux Rats.

## Démographie
| 1991 | 1996 | 2001 | 2006 | 2011 | 2016 | 2021 |
| ---- | ---- | ---- | ---- | ---- | ---- | ---- |
| 692  | 651  | 608  | 572  | 546  | 488  | 487  |

## Administration
Les élections municipales se font en bloc pour le maire et les six conseillers.
| Saint-Eugène-d'Argentenay Maires depuis 2001                                                                         |                      |         |          |
| Élection | Maire                | Qualité | Résultat |
| 2001 | Steeve April         |         | Voir     |
| 2005 | Steeve April         | Voir    |          |
| n/d | Françoise Boudreault |         | n/d      |
| 2009 | Françoise Boudreault | Voir    |          |
| 2013 | Michel Villeneuve    |         | Voir     |
| 2017 | Michel Villeneuve    | Voir    |          |
| 2021 | Gilles Dufour        |         | Voir     |
| Élection partielle en italique Depuis 2005, les élections sont simultanées dans toutes les municipalités québécoises |                      |         |          |